# Оноприенко, Галина Викторовна
Галина Викторовна Оноприенко (урожд. Живило) — советская и российская гандболистка.

## Карьера
Начало спортивной биографии Галины было положено в молодёжной команде Краснодара, которую тренировал А. И. Овсянников. Команда дважды выигрывала всесоюзные детские соревнования «Стремительный мяч», являющиеся фактически детско-юношеским первенством страны. В 1981 году в составе сборной РСФСР стала победительницей Всесоюзной спартакиады школьников. Тогда А. И. Тарасиков и пригласил её в «Сельхозтехнику», уже выступавшую в высшей лиге. Уже в 1983 году команда становится вице-чемпионом страны.
Всего в составе команды Галина дважды становилась чемпионкой страны (1989, 1992), пять раз становилась серебряным (1983, 1984, 1986, 1987, 1988) и дважды — бронзовым (1990, 1991) призером. Дважды становилась обладательницей Кубка обладателей Кубков европейских стран (1987, 1988) и финалисткой турнира (1989). А в 1990 становится финалистом лиги чемпионов.
Главным успехом Галины стало участие в Олимпиаде 1992 года, где она в составе Объединённой команде завоёвывает бронзу.